# Nicky Oppenheimer
Nicholas "Nicky" Freiheirr von Oppenheimer (8 de junho de 1945) é um empresário sul-africano da indústria de mineração de diamantes, presidente da De Beers, um dos mais importantes conglomerados de mineração de diamantes do mundo.
Nicky Oppenheimer é uma das pessoas mais ricas do mundo, segundo a revista Forbes de 2011, com uma fortuna estimada em 5,0 bilhões de dólares. Atualmente vive em Johanesburgo.

## Carreira empresarial
Oppenheimer ingressou na Anglo American em 1968, foi nomeado diretor em 1974 e tornou-se vice-presidente em 1983. Demitiu-se em 2001, permanecendo como administrador não executivo até 2011.
Ele foi nomeado vice-presidente da então Central Selling Organisation (agora Diamond Trading Company) em 1984, e vice-presidente da De Beers Consolidated Mines em 1985. Ele também foi nomeado presidente da Diamond Trading Company em 1985. Presidente do Grupo De Beers de 1998 a 2012, ele se aposentou quando a participação da família foi vendida para a Anglo American.
Oppenheimer apareceu na Sunday Times Rich List 2018 como a 23ª pessoa mais rica do Reino Unido, com uma fortuna de £ 5,5 bilhões. Ele foi classificado como a pessoa mais rica da África do Sul na lista da Forbes de bilionários do mundo em 2019, com uma fortuna relatada como US$ 7,3 bilhões e, novamente, em sua lista de 2020, com uma fortuna relatada de US$ 7,6 bilhões em agosto de 2020.

## Publicações
- Over, Luke; Oppenheimer, Nicky; Tyrrell, Chris (illustrator) (2001). Waltham Place: and its Surrounding Parish. [S.l.: s.n.] ISBN 0-9541669-0-6[8]